# ایستگاه راه‌آهن کنسال رایس
ایستگاه راه‌آهن کنسال رایس (انگلیسی: Kensal Rise railway station) یک ایستگاه راه‌آهن در لندن، انگلستان است که جزئی از خط شمال متروی زمینی لندن است.
این ایستگاه که در منطقه برنت لندن قرار دارد در سال ۱۸۷۳ میلادی تأسیس شده‌است.